# Лагун Микола Іванович
Лагун Микола Іванович (нар. 16 лютого 1973, Семенівка, Чернігівська область, УРСР) — український підприємець, голова наглядової ради та колишній власник «Дельта Банку».

## Освіта
За освітою — економіст. 1988—1991 — навчався у Київському вищому загальновійськовому командному училищі на факультеті розвідки.
1991—1996 — навчався у Київському економічному університеті, бакалавр за спеціальністю «економіст».
З 1996 по 2001 рік навчався у Київському економічному університеті де захистив дисертацію на здобуття наукового ступеня кандидата економічних наук на тему «Економічний аналіз якісних параметрів цінних паперів».

## Бізнес

### Початок кар'єри (до 2005 року)
1994 року, під час навчання в університеті, почав працювати в НБУ економістом відділу банківського нагляду управління по Києву та Київській області.
1994—1998 — спеціаліст валютного департаменту, начальником управління цінних паперів КБ ВАБбанку (зараз — VAB Банк).
1998—2005 — працює в Укрсоцбанку начальником управління грошових ринків департаменту казначейства, а пізніше став начальником казначейства. У 2002 році власник «Укрсоцбанку» Валерій Хорошковський продав Миколі Лагуну 10 % акцій банку.
2005 — через рік після продажу банку олігарху Віктору Пінчуку, новий акціонер «Укрсоцбанку» призначив Лагуна заступником голови правління. Цього ж року він відкриває власний бізнес.

### Власний бізнес (з 2005 року)
Влітку 2005 року Микола придбав у торгової компанії «Фокстрот» кредитну спілку «Фаворит», яка займалася роздрібним кредитуванням. Мережа «Фаворита» тоді налічувала 450 торгових точок.
У лютому 2006 року Микола Лагун зареєстрував «Дельта Банк» зі статутним капіталом в 60 млн доларів США, орієнтований на роздрібне експрес-кредитування. Уже через рік активи «Дельта Банку» перевищили 1 млрд грн, а через 2 роки «Дельта Банк» зайняв близько чверті сегмента роздрібного кредитування. Новий банк склав серйозну конкуренцію вже існуючим учасникам ринку експрес-кредитування: «ПриватБанку», «Правекс-Банку», банку «Надра», Société Générale, а також банку «Лідер», який належав московській групі «Ренесанс Капітал» та претендував на той час на лідерство у цьому сегменті.
2006 року створив колекторську компанію Credit Collection Group (продав Кірілу Дмітрієву у 2011 році). Того ж року створив страхову компанію «Дельта Життя», як пізніше стала «Дельта Страхування». У жовтні 2006 року купив страхову компанію «Брама Життя».
У 2007 році створив філію свого банку «Дельта Банк Бєларусь» на базі бєларуського банку «Атом-Банк», 100 % якого він придбав. Того ж року заснував компанію з керування активами «ККА Дельта-Капітал» та недержавний пенсійний фонд «НПФ Дельта», які поєднав разом із «Дельта Банком» та «Дельта Страхуванням» об'єднав у Фінансову групу Дельта. У вересні 2007 року — продав свою частку у страховій компанії «Брама Життя» Олександру Коваленко.
Того ж року створив девелоперську компанію «Європа», яка почала будувати котеджне містечко «Олімпік-Park» (Олімпік-Парк) під Києвом з численними порушеннями законодавства (станом на 2014 рік містечко недобудоване, тривають судові справи[джерело?]). Також заснував мережу іпотечних супермаркетів «Т. О. Ч. К.А», що пізніше припинила існування.
2008 року у розпал світової економічної кризи продав 49 % акцій «Дельта Банку» російському фонду Icon Private Equity. Того ж року створив банк «Банк три чверті», але пізніше продав його ГВД банку Вадиму Іщенко у 2010 році.
З 2008 року Микола Лагун обіймає посаду голови наглядової ради «Дельта Банку». Банк зі швидкими темпами зростання привернув увагу іноземних інвесторів, і велика європейська банківська група[яка?] оцінила «Дельта Банк» у сім капіталів, або майже у 800 млн доларів США, однак угода не відбулася.[джерело?]
2009 року створив у В'єтнамі філію свого банку «Дельта Банк В'єтнам». Банк спеціалізувався на споживчих кредитах. У 2010 році Лагун продав його інвесторам з В'єтнаму.
2010 — банкір змінив стратегію бізнесу, вирішивши, що «Дельта Банк» має стати універсальним банком, було придбано кредитний портфель роздрібних і корпоративних клієнтів ТОВ «Укрпромбанк». Це дозволило «Дельта Банку» увійти в корпоративний сегмент.
У липні 2011 року продав американській інвестиційній компанії Cargill Financial Services International Inc. 30,1088 % «Дельта Банку». Наприкінці 2011 року «Дельта Банк» придбав кредитний портфель «УкрСиббанку», номінальною вартістю 4,8 млрд гривень.
2013 року придбав Астра Банк, SwedBank Україна та Кредитпромбанк, які планував об'єднати зі своїм «Дельта банком» до кінця 2013 року.
2014 року придбав Marfin Bank.
У грудні 2014 року у «Дельта Банку» почастішали випадки затримання платежів через проблеми з ліквідністю; згодом, були встановлені обмеження з видачі коштів у банку. Причиною називали неповернення кредитів значної кількості клієнтів, в основному із зони АТО та окупованого Криму. За словами Микола Лагуна, «Дельт Банк» отримав кредит від НБУ у розмірі 1 млрд грн для стабілізації ситуації.
У березні 2015 року НБУ відніс АТ «Дельта Банк» до категорії неплатоспроможних. Уповноваженою особою Фонду гарантування вкладів фізичних осіб на здійснення тимчасової адміністрації призначено Кадирова Владислава Володимировича. 5 жовтня НБУ ухвалив рішення про відкликання банківської ліцензії та ліквідацію банку.

## Кримінальне провадження
В листопаді 2019 року борги Лагуна за кредитами рефінансування сягнули 6 млрд грн. 12 грудня суд заарештував активи Лагуна на 690 млн грн, задовольнивши скаргу Фонду гарантування вкладів фізосіб щодо стягнення з нього збитків на 691,3 млн грн.
У серпні 2020 року повідомлено про підозру в ухиленні від сплати податків. Під час досудового розслідування працівники Управління розслідування корупційних злочинів Головного слідчого управління НПУ викрили Лагуна в несплаті податку за іноземний дохід у 150 млн грн., збитки державі оцінили в 33 млн грн.
Слідчі повідомили Лагуну про підозру в ухиленні від сплати податків. У серпні 2024 року стало відомо, що Лагун продовжив володіти низкою активів в Україні та офшорних компаніях, зокрема PE Investments Limited. Ними він управляв через колишню юристку банку Ганну Гуцалюк та ексдиректора юрдепартаменту Дениса Тарасюка.
5 листопада 2024 року Офіс генпрокурора оголосив Лагуна в міжнародний розшук за звинуваченнями в ухиленні від сплати податків та заволодіння майном в особливо великих розмірах (ст. 212, 191 КК України).
2025 року стало відомо, що Микола Лагун має російське громадянство. Сканкопію документа опублікувало видання "Коротко.Про". З документу випливає, що екс-банкір має громадянство країни-агресора з 2014 року. Паспорт видали в Криму. Отримання ним паспорта пов'язують із його бізнес-інтересами з Кирилом Дмитрієвим.

## Активи
Здійснював контроль над такими комерційними підприємствами:
- АБ «Дельта Банк»;
- ККА «Дельта Капітал»;
- СК «Дельта Страхування»;
- НПФ «Дельта».

## Особисте життя
Дружина — Юлія Чеботарьова, народний депутат IV скл., заступник гендиректора групи EastOne.

## Політика
2002 — балотувався у Верховну раду за списком блоку Команда озимого покоління, блок не подолав 3 % прохідний бар'єр.

## Визнання
У 2006 та 2008 роках банкір став лауреатом премії «Людина року» в номінації "Фінансист року.
У 2006 році переміг у номінації «Споживче кредитування» у рейтингу «ТОП-100. Найкращі ТОП-менеджери України».
У 2011 році підприємець посів третє місце в рейтингу ділового тижневика «Бізнес» в номінації «Банкір року», а у 2012 і у 2013 роках — очолив цей рейтинг.
За результатами 2012 року в рамках Всеукраїнської щорічної премії UKRAINIAN BANKER AWARDS видання «Інвестгазета» підприємець зайняв перше місце в номінації «Визнання колег» і третє — за результатами 2013 року.
У 2012 році газета «Комерсант» у своєму щорічному рейтингу «50 провідних банків України» присудила Миколі Лагуну першу позицію в номінації «Найкращий топ-менеджер банку-2012» та другу — в тій же номінації за результатами 2013 року.
За підсумками 2013 року підприємець також був удостоєний інших нагород. ВД «Галицькі контракти» визнав банкіра «Найкращим топ-менеджером банку з українським капіталом-2013» і «Найбільш впізнаваним банкіром-2013». За версією рейтингу 2013 року «Топ-банкіри п'ятирічки» газети «Капітал» Микола Лагун — «Найбільш платоспроможний банкір».